# 2K6 Luna
A Luna (GRAU-kódja: 2K6, NATO-kódja: FROG–3 és FROG–5) szovjet mobil rakétarendszer, amely hagyományos és atomtöltettel ellátott harcászati ballisztikus rakétákat alkalmaz. A rendszert lánctalpas hordozójárművekre telepítették. 1965-től a modernizált Luna–M váltotta fel.

## Története
Kifejlesztése 1953-ban kezdődött az NII–1 intézetben Nyikolaj Mazurov irányításával. A rakéta a korábbi 2K1 Marsz és 2K4 Fili rakéták leváltására tervezték. Magát a rakétát az egész projektet irányító  NII–1 intézet fejlesztette, míg a PT–76 harckocsin alapuló szállító-indító járművet és az utántöltő járművet a Vaszilij Grabin irányítása alatt álló kalinyingrádi CNII–58 tervezőiroda fejlesztette. A rendszer fő elemei, a 3R5 típusú rakéta, az SZ–123A szállító-indító jármű, valamint az SZ–124A jelzésű utántöltő jármű 1967-re készült el. A rakétarendszer tesztelését 1958-ban végezték a Kapusztyin Jarban, valamint 1959-ben a Bajkálon-túli Katonai Körzetben fekvő Agai tüzérségi lőtéren (utóbbi helyen 6 rakétaindítást végeztek). A tesztek során szerzett tapasztalatok alapján fölöslegesnek ítélték az utántöltő járművet, így a rendszerből elhagyták azt, valamint módosították a rakétát. Ez utóbbi eredményeként készítették el a hagyományos töltetű R9, valamint a nukleáris harci résszel felszerelt 3R10 rakétát. 1959. december 29-én hagyták jóvá a rendszer sorozatgyártását. Az első 5 egység 1960 elején készült el, ezekkel hajtották végre az állami teszteket az év elején, majd márciusban döntöttek a rendszeresítésről. 1964-ig folyt a gyártása. Összesen 432 darab hordozó-indító járművet készítettek. Később a modernizált Luna–M váltotta fel.

## Alkalmazása
A Magyar Néphadseregben 1962-ben rendszeresítették.